# Galeria Opolanin
Galeria „Opolanin” – kompleks handlowo-usługowy znajdujący się w Śródmieściu Opola (pl. Teatralny 13). Powierzchnia obiektu wynosi ok. 20 tys. m².

## Historia
Obiekt zbudowano w latach 1974-1981. W momencie oddania do użytku Spółdzielczy Dom Handlowy „Opolanin” był największym domem handlowym w Polsce. Po ponad dwudziestu latach użytkowania właściciel obiektu, PSS „Społem” w Opolu, podjęła decyzję o gruntownej przebudowie obiektu. Prace budowlane prowadzono w latach 2003-2004. Po ponownym oddaniu obiektu do użytku w nazwie słowa „Spółdzielczy Dom Handlowy” (SDH) zastąpiono słowem „Galeria”.

## Galeria „Opolanin” w liczbach
- 3 piętra + przyziemie
- parking ok. 220 miejsc